# Excalibur Hotel and Casino
Excalibur Hotel and Casino es un hotel y casino situado en el Strip de Las Vegas, en Paradise, Nevada, en los Estados Unidos. Su propietario y gerente es MGM Resorts International.
Este hotel, cuya temática está basada en el legendario Rey Arturo, es llamado Excalibur, nombre de la mítica espada de ese rey. La fachada de este hotel está diseñada a modo de castillo, con una figura que representa al mago Merlín mirando desde lo alto. El estilo del hotel está basado en el castillo de Carcasona, en Francia [cita requerida].
Excalibur está situado en la intersección Tropicana - Las Vegas Boulevard donde el tráfico es tan denso que a los peatones no se les permite cruzarla. Por eso, el Excalibur está conectado por puentes peatonales elevados con los otros hoteles vecinos: Al norte con el New York-New York Hotel & Casino, a lo largo de la avenida Tropicana y al este con el Tropicana Resort & Casino, a lo largo del Strip. También hay un tranvía gratis que conecta el Excalibur con sus propiedades "hermanas" del MGM Resorts International al sur, el Luxor y el Mandalay Bay. Los tres casinos están conectados entre sí, así que es posible caminar entre los tres sin necesidad de salir al exterior.

## Historia
El Excalibur ocupa aproximadamente 50 acres (20 ha), situado a lo largo de la Strip de Las Vegas en la esquina suroeste de la intersección de Tropicana – Las Vegas Boulevard. En un momento, la propiedad fue el sitio propuesto para el Xanadu, un resort de 1,730 habitaciones anunciado en 1975. El Xanadu nunca se construyó, ya que sus desarrolladores no pudieron llegar a un acuerdo con el condado sobre la infraestructura de alcantarillado que un proyecto tan grande hubiera requerido.
Circus Circus Enterprises compró el terreno vacío en mayo de 1988, y anunció planes un mes después para construir un resort temático de castillo en el terreno. La compañía realizó un concurso internacional para determinar el nombre del nuevo resort. Se hicieron más de 180,000 participaciones, y el nombre ganador, "Excalibur", fue seleccionado entre más de 33,000 nombres. Se llama así por la espada mítica Excalibur del rey Arturo.
La ceremonia de colocación de la primera piedra para el Excalibur tuvo lugar el 7 de octubre de 1988. Marnell Corrao Associates actuó como el contratista general. El resort de $290 millones abrió sus puertas el 19 de junio de 1990, recibiendo 30,000 visitantes en su primer día. El Excalibur fue uno de los nuevos megaresorts orientados al entretenimiento que abrieron en la Strip, continuando una tendencia iniciada por el Mirage en 1989.
El 21 de marzo de 2003, Josh Ford de Los Ángeles ganó el mayor premio Megabucks hasta la fecha, de 39.7 millones de dólares estadounidenses, en el Excalibur.
Circus Circus Enterprises se convirtió en Mandalay Resort Group en 1999, y la propiedad del Excalibur fue transferida a MGM Mirage en 2005, después de que adquiriera la compañía. El nuevo dueño del resort fue posteriormente rebautizado como MGM Resorts International en 2010. La propiedad del Excalibur, junto con muchas otras propiedades de MGM, fue transferida a MGM Growth Properties en 2016, mientras que MGM Resorts continuó operándola bajo un acuerdo de arrendamiento. Vici Properties adquirió MGM Growth, incluido el Excalibur, en 2022.

## Atracciones
Restaurantes y otras áreas tienen nombres "artúricos", como el bufet "Mesa Redonda", Sr. Galahad's Prime Cuts, The Steakhouse of Camelot y Regale Italian eatery. El Regale originalmente era llamado "Lance-a-lotta Pasta" y estaba más bien orientado como tipo familiar/infantil al contrario que el Regale que es de más alta calidad. También tienen un gran espectáculo, llamado "Torneo de Reyes", que simula una justa medieval.
En la primavera de 2007, la cadena "Dick's Last Resort" abrió un restaurante en el Hotel Casino. Unos años después de la apertura, el Excalibur introdujo un show de noche gratis en el foso, cerca de la entrada principal del hotel. Un dragón emerge del puente principal de la entrada y batalla con el mago Merlín. Después de unos años de funcionamiento, esta atracción fue cerrada.
Como muchos de los otros hoteles del Strip, el Excalibur ofrece capillas para bodas. El chaperón ofrece bodas al estilo medieval completamente con trajes del periodo renacentista. El hotel también abrió un spa cerca de la piscina.

## Cultura popular
- El hotel apareció en el episodio It Hits the Fan de South Park.
- El hotel también aparece en el videojuego Grand Theft Auto: San Andreas, llamado "Come A Lot", en la ciudad de Las Venturas.